# Isiah Thomas
Isiah Lord Thomas III (pron. IPA [aɪˈzeɪə ˈtɔməs]; Chicago, 30 aprile 1961) è un ex cestista, allenatore di pallacanestro e dirigente sportivo statunitense, professionista nella NBA.
Benché privo di una statura ragguardevole (1,85 m) per la pallacanestro professionista, è il leader di tutti i tempi in punti, assist, palle rubate e partite giocate dei Detroit Pistons, squadra dalla quale fu scelto nel draft del 1981 come seconda scelta assoluta.
Vinse il titolo NBA due volte consecutivamente nelle stagioni 1988-89 e 1989-90, insieme ad altri giocatori famosi come Joe Dumars, Dennis Rodman e Bill Laimbeer, celebri per un gioco particolarmente duro, tanto da esser definiti "Bad Boys". Fu inserito nella Basketball Hall of Fame nel 2000. Dal 2006 al 2008 ha ricoperto il ruolo di allenatore/general manager nei New York Knicks, prima di venire sostituito da Mike D'Antoni nel maggio 2008.

## Carriera

### NCAA
Dopo aver frequentato a livello di scuola superiore la St. Joseph in Westchester, nel natio Illinois, scelse la prestigiosa Università di Indiana, all'epoca guidata dallo storico allenatore Bobby Knight. Leader già nel suo anno da rookie, condusse nel 1980-81 la squadra alla vittoria nel torneo NCAA, guadagnandosi il premio di miglior giocatore e di primo quintetto di Consensus All America.

### NBA
Nel Draft NBA 1981, i Detroit Pistons scelsero Thomas come seconda scelta assoluta e gli fecero firmare un contratto di quattro anni a 1,6 milioni di dollari. Thomas venne inserito nell'All-Rookie team e venne convocato per la Eastern Conference nel 1982 all'All-Star Game. Nella gara di apertura dei play-off NBA del 1984, Thomas e i Pistons affrontarono fuori casa Bernard King e i suoi New York Knicks. Al termine di una gara incolore, Thomas segnò 16 punti negli ultimi 94 secondi portando così la partita ai tempi supplementari, ma nonostante questo la franchigia di New York vinse la partita.
Nel 1985 Thomas e compagni riuscirono ad arrivare alla semifinale di conference contro i 15 volte campioni NBA, i Boston Celtics guidati da Larry Bird, Kevin McHale, Robert Parish, e Dennis Johnson, ma i Pistons furono eliminati. Nel 1987 raggiunsero le finali di Conference sempre contro la squadra capitanata da Larry Bird. I Pistons furono in grado di portare la serie con i Celtics fino a gara 7, dove però persero nuovamente.
Nel 1988, i Pistons, dopo essere riusciti stavolta a battere i Celtics nell'ultimo atto della Conference, arrivarono per la prima volta alle finali NBA contro i Los Angeles Lakers, che erano guidati da Magic Johnson, James Worthy e Kareem Abdul-Jabbar. Prima della serie, Thomas e Johnson si scambiarono un bacio sulla guancia a bordo campo prima del tip-off come segno della loro profonda amicizia. Il team di Detroit verrà piegato dai gialloviola solo in gara-7.
Nella stagione 1988-89, Thomas, insieme ai compagni di squadra Joe Dumars, Rick Mahorn, Vinnie Johnson, Dennis Rodman, James Edwards, John Salley, Bill Laimbeer, e Mark Aguirre, guidò la sua franchigia ad un record di 63-19 durante la stagione regolare. I Pistons grazie al loro modo di giocare ruvido, ma spettacolare si aggiudicarono il nickname di "Bad Boys". Nei play-off prima sconfissero Boston con un netto 4-0, successivamente si scontrarono con i Milwaukee Bucks sconfiggendoli sempre con un secco 4-0, infine incontrarono Michael Jordan e i Chicago Bulls nelle finali di Conference riuscendo a superare anch'essi. In finale incontrarono nuovamente i Lakers riuscendo questa volta a sconfiggerli e ad aggiudicarsi il titolo.
L'anno successivo riuscirono a riconfermare la loro supremazia nella Lega vincendo il secondo titolo consecutivo. Thomas fu nominato MVP delle finali NBA 1990, grazie anche a una media di 27,6 punti a partita, 7,0 assist e 5,2 rimbalzi nella serie contro Clyde Drexler e i Portland Trail Blazers. Nella stagione successiva raggiunse insieme ai suoi compagni la quinta finale di Conference consecutiva, la terza di fila contro Jordan e i Bulls, che stavolta però schiacciarono i Pistons 4-0.
La squadra di Detroit continuò a giocare ad alti livelli negli anni successivi, senza però raggiungere le finali NBA. L'invecchiamento e la difficoltà di giocare di Thomas lo portarono alla decisione di concludere la sua carriera alla fine della stagione 1994, ma per colpa di un infortunio al tendine di Achille dovette finire l'attività agonistica un mese prima della fine della stagione.
Thomas è stato inserito nell'All-NBA First Team tre volte ed è leader all-time dei Pistons riguardo ai punti, alle palle rubate, alle partite giocate e agli assist. Si colloca al nono posto nella storia della NBA negli assist (9.061, 9,3 apg) e al diciassettesimo posto nella storia della NBA per palle recuperate (1.861). Il suo numero 11 è stato ritirato dai Detroit Pistons.
Dal 5 ottobre 1988 al 13 febbraio 1994 ha ricoperto la carica di Presidente della National Basketball Players Association, il sindacato dei giocatori che giocano nella NBA.

## Statistiche
| † | Denota le stagioni in cui ha vinto il titolo |
| * | Primo nella lega                             |

### NCAA
| Anno     | Squadra          | PG | PT | MP   | TC%  | 3P% | TL%  | RP  | AP  | PRP | SP | PP   |
| -------- | ---------------- | -- | -- | ---- | ---- | --- | ---- | --- | --- | --- | -- | ---- |
| 1979-80  | Indiana Hoosiers | 29 | -  | 34,0 | 51,0 | -   | 77,2 | 4,0 | 5,5 | -   | -  | 14,6 |
| 1980-81† | Indiana Hoosiers | 34 | -  | 35,0 | 55,4 | -   | 74,2 | 3,1 | 5,8 | -   | -  | 16,0 |
| Carriera | Carriera         | 63 | -  | 34,5 | 53,4 | -   | 75,6 | 3,5 | 5,7 | -   | -  | 15,4 |

### NBA

#### Regular season
| Anno       | Squadra         | PG  | PT  | MP   | TC%  | 3P%  | TL%  | RP  | AP    | PRP | SP  | PP   |
| ---------- | --------------- | --- | --- | ---- | ---- | ---- | ---- | --- | ----- | --- | --- | ---- |
| 1981-1982  | Detroit Pistons | 72  | 72  | 33,8 | 42,4 | 28,8 | 70,4 | 2,9 | 7,8   | 2,1 | 0,2 | 17,0 |
| 1982-1983  | Detroit Pistons | 81  | 81  | 38,2 | 47,2 | 28,8 | 71,0 | 4,0 | 7,8   | 2,5 | 0,4 | 22,9 |
| 1983-1984  | Detroit Pistons | 82  | 82  | 36,7 | 46,2 | 33,8 | 73,3 | 4,0 | 11,1  | 2,5 | 0,4 | 21,3 |
| 1984-1985  | Detroit Pistons | 81  | 81  | 38,1 | 45,8 | 25,7 | 80,9 | 4,5 | 13,9* | 2,3 | 0,3 | 21,2 |
| 1985-1986  | Detroit Pistons | 77  | 77  | 36,2 | 48,8 | 31,0 | 79,0 | 3,6 | 10,8  | 2,2 | 0,3 | 20,9 |
| 1986-1987  | Detroit Pistons | 81  | 81  | 37,2 | 46,3 | 19,4 | 76,8 | 3,9 | 10,0  | 1,9 | 0,2 | 20,6 |
| 1987-1988  | Detroit Pistons | 81  | 81  | 36,1 | 46,3 | 30,9 | 77,4 | 3,4 | 8,4   | 1,7 | 0,2 | 19,5 |
| 1988-1989† | Detroit Pistons | 80  | 76  | 36,6 | 46,4 | 27,3 | 81,8 | 3,4 | 8,3   | 1,7 | 0,3 | 18,2 |
| 1989-1990† | Detroit Pistons | 81  | 81  | 37,0 | 43,8 | 30,9 | 77,5 | 3,8 | 9,4   | 1,7 | 0,2 | 18,4 |
| 1990-1991  | Detroit Pistons | 48  | 46  | 34,5 | 43,5 | 29,2 | 78,2 | 3,3 | 9,3   | 1,6 | 0,2 | 16,2 |
| 1991-1992  | Detroit Pistons | 78  | 78  | 37,4 | 44,6 | 29,1 | 77,2 | 3,2 | 7,2   | 1,5 | 0,2 | 18,5 |
| 1992-1993  | Detroit Pistons | 79  | 79  | 37,0 | 41,8 | 30,8 | 73,7 | 2,9 | 8,5   | 1,6 | 0,2 | 17,6 |
| 1993-1994  | Detroit Pistons | 58  | 56  | 30,2 | 41,7 | 31,0 | 70,2 | 2,7 | 6,9   | 1,2 | 0,1 | 14,8 |
| Carriera   | Carriera        | 979 | 971 | 36,3 | 45,2 | 29,0 | 75,9 | 3,6 | 9,6   | 1,9 | 0,3 | 19,2 |
| All-Star   | All-Star        | 12  | 10  | 28,9 | 57,1 | 40,0 | 77,1 | 2,5 | 8,8   | 2,8 | 0,0 | 16,8 |

#### Play-off
| Anno     | Squadra         | PG  | PT  | MP   | TC%  | 3P%  | TL%  | RP  | AP   | PRP | SP  | PP   |
| -------- | --------------- | --- | --- | ---- | ---- | ---- | ---- | --- | ---- | --- | --- | ---- |
| 1984     | Detroit Pistons | 5   | 5   | 39,6 | 47,0 | 33,3 | 77,1 | 3,8 | 11,0 | 2,6 | 1,2 | 21,4 |
| 1985     | Detroit Pistons | 9   | 9   | 39,4 | 50,0 | 40,0 | 75,8 | 5,2 | 11,2 | 2,1 | 0,4 | 24,3 |
| 1986     | Detroit Pistons | 4   | 4   | 40,8 | 45,1 | 0,0  | 66,7 | 5,5 | 12,0 | 2,3 | 0,8 | 26,5 |
| 1987     | Detroit Pistons | 15  | 15  | 37,5 | 45,1 | 30,3 | 75,5 | 4,5 | 8,7  | 2,6 | 0,3 | 24,1 |
| 1988     | Detroit Pistons | 23  | 23  | 39,6 | 43,7 | 29,5 | 82,8 | 4,7 | 8,7  | 2,9 | 0,3 | 21,9 |
| 1989†    | Detroit Pistons | 17  | 17  | 37,2 | 41,2 | 26,7 | 74,0 | 4,3 | 8,3  | 1,6 | 0,2 | 18,2 |
| 1990†    | Detroit Pistons | 20  | 20  | 37,9 | 46,3 | 47,1 | 79,4 | 5,5 | 8,2  | 2,2 | 0,4 | 20,5 |
| 1991     | Detroit Pistons | 13  | 11  | 33,5 | 40,3 | 27,3 | 72,5 | 4,2 | 8,5  | 1,0 | 0,2 | 13,5 |
| 1992     | Detroit Pistons | 5   | 5   | 40,0 | 33,8 | 36,4 | 78,6 | 5,2 | 7,4  | 1,0 | 0,0 | 14,0 |
| Carriera | Carriera        | 111 | 109 | 38,0 | 44,1 | 34,6 | 76,9 | 4,7 | 8,9  | 2,1 | 0,3 | 20,4 |

#### Massimi in carriera
- Massimo di punti: 47 vs Denver Nuggets (13 dicembre 1983)[6]
- Massimo di rimbalzi: 12 vs Boston Celtics (10 maggio 1985)
- Massimo di assist: 25 vs Dallas Mavericks (13 febbraio 1985)
- Massimo di palle rubate: 7 vs Indiana Pacers (20 aprile 1990)
- Massimo di stoppate: 3 (4 volte)
- Massimo di minuti giocati: 53 vs Atlanta Hawks (25 aprile 1986)

### Allenatore
| Stagione | Squadra        | Regular Season | Regular Season | Regular Season | Regular Season | Regular Season          | Post Season                                |
| Stagione | Squadra        | V              | P              | % V            | G              | Posizione finale        | Post Season                                |
| -------- | -------------- | -------------- | -------------- | -------------- | -------------- | ----------------------- | ------------------------------------------ |
| 2000-01  | Indiana Pacers | 41             | 41             | 50,0           | 82             | 4º in Central Division  | Sconfitto al Primo Round dai 76ers (1-3)   |
| 2001-02  | Indiana Pacers | 42             | 40             | 51,2           | 82             | 4º in Central Division  | Sconfitto al Primo Round dai Nets (2-3)    |
| 2002-03  | Indiana Pacers | 48             | 34             | 58,5           | 82             | 2º in Central Division  | Sconfitto al Primo Round dai Celtics (2-4) |
| 2006-07  | N.Y. Knicks    | 33             | 49             | 40,2           | 82             | 4º in Atlantic Division | Manca i Playoffs                           |
| 2007-08  | N.Y. Knicks    | 23             | 59             | 28,0           | 82             | 5º in Atlantic Division | Manca i Playoffs                           |
|          | Carriera       | 187            | 223            | 45,6           | 410            |                         |                                            |

## Palmarès
- Campionato NBA: 2

Detroit Pistons: 1989, 1990
- MVP delle finali: 1

1990
- MVP dell'All-Star Game: 2

1984, 1986
- Squadre All-NBA: 5

First Team: 1983, 1984, 1985
Second Team: 1982, 1986
- Convocazioni all'NBA All-Star Game: 12

1982-1993
- NBA All-Rookie Team: 1982
- Campione NCAA: 1

Indiana Hoosiers: 1981
- MVP delle Final Four: 1

1981
- NCAA AP All-America First Team: 1

1981
- McDonald's All-American Game: 1979
- Convocazione nella Nazionale Olimpica: 1980
- Decimo per numero di assist di sempre NBA
- Quinto migliore giocatore di sempre per assist a partita NBA in regular season (9,26 assist a partita)
- Diciottesimo miglior giocatore per palle rubate di sempre NBA
- Inserito tra i 50 migliori giocatori del cinquantenario della NBA: 1996
- Inserito nel NBA 75th Anniversary Team